# لری راسل
لری راسل (انگلیسی: Larry Russell؛ ۱۴ اکتبر ۱۹۱۳–۱۴ فوریه ۱۹۵۴) یک آهنگساز و موسیقی‌دان اهل ایالات متحده آمریکا بود.
وی در سال ۱۹۷۲ و پس از مرگش، بابت موسیقی فیلم «روشنی‌های صحنه»، به همراه چارلی چاپلین و ریموند راش، برندهٔ جایزه اسکار بهترین موسیقی فیلم شد.